# Félix Klein (prêtre)
Pour les articles homonymes, voir Felix Klein et Klein.
Félix Klein (Château-Chinon (Ville), 12 juillet 1862 - Gargenville, 30 décembre 1953) est un prêtre et voyageur français qui est célèbre pour être à l'origine de la controverse sur l'américanisme.

## Biographie
Professeur à l'Institut catholique de Paris, on lui doit des traductions d'auteurs britanniques et américains. Il est proche des idées d'Isaac Hecker, fondateur des paulistes. Sa préface à la traduction de la biographie de ce dernier par Walter Elliott vaut une réaction de Léon XIII exprimée dans la lettre apostolique Testem benevolentiae nostrae de 1899 contre l'américanisme sans le citer.
Il fait deux voyages aux États-Unis dont il laissera des relations. En août 1902, il part ainsi de Cherbourg et loge à New York au couvent des paulistes. Il visite Albany, Springfield puis Boston, Lowell, Plymouth et Newport pour gagner Montréal, où il s'arrête aux Universités Laval et McGill et à la réserve de Caughnawaga.
Après Ottawa, il passe aux Mille Îles et à Rochester et est accueilli par les oblats de Marie-Immaculée à Buffalo. Il voit les chutes du Niagara, gagne Chicago, s'arrête à Peoria et joint Saint-Louis, qui se prépare à la grande Exposition de 1904.
Par Pittsburgh et Harrisburg, il rejoint Baltimore et se rend à Washington, où il rencontre le président Theodore Roosevelt à qui il dédiera son Au pays de la vie intense publié en 1904. Il visite encore Philadelphie et revient à New York, où il observe la statue de la Liberté.
En 1907, il repart pour compléter son premier voyage et est invité par l'école catholique d'été de Chautauqua et à San Francisco pour donner des conférences en anglais.
Il voit alors le lac Champlain et le lac George et visite Ticonderoga et Plattsburgh. Il joint Jamestown pour se rendre à Chautauqua et part pour Chicago et Omaha. Par la vallée de la Red River, il gagne Winnipeg et Saint-Boniface.
Il traverse les Rocheuses par le Canadian Pacific Railway et s'arrête à Vancouver puis Seattle et Tacoma avant d'arriver à San Francisco, qui est encore ruinée par le tremblement de terre de 1906.
Chevalier de la Légion d'honneur (1952), une grande partie de ses écrits non publiés et ses papiers personnels est conservée à l'Université Notre-Dame-du-Lac.

## Publications
- L’évêque de Metz. Vie de Mgr Dupont des Loges (1804-1886), Paris, C. Poussielgue, 1899, prix Juteau-Duvigneaux de l’Académie française en 1900
- Au pays de la vie intense, 1904, prix Montyon de l’Académie française en 1905
- L'Amérique de demain, 1910, prix Sobrier-Arnould de l’Académie française
- Mon filleul au Jardin d'enfants - Comment il s'instruit., Paris, Armand Colin, 1912
- Avec les blessés : Dieu nous aime, Paris, J. Gabalda, 1918, prix Juteau-Duvigneaux de l’Académie française
- En Amérique, à la fin de la guerre, G. Beauchesne, 1918, prix Montyon de l’Académie française en 1920
- Madeleine Sémer, convertie et mystique (1874-1921), Paris, Bloud et Gay, 1923, prix Juteau-Duvigneaux de l’Académie française en 1924
- Jésus et ses apôtres, Paris, Bloud et Gay, 1931, prix Montyon de l’Académie française en 1932
- La vie humaine et divine de Jésus-Christ Notre Seigneur, Paris, Bloud et Gay, 1933
- Le Dieu des chrétiens, Paris, Éditions Spes, DL 1939, prix Sobrier-Arnould de l’Académie française

### Collection «Des fleurs et des fruits»
Félix Klein dirige et préface cette collection destinée aux jeunes à partir de 1926 pour les éditions SPES (Société parisienne d'éditions sociales) fondée à Paris par Léon Harmel et André Ducrot.
- Contes choisis de Perrault, ill. de J.-J. Rousseau, 1926.
- L'Histoire de Joseph et de ses onze frères, ill. de Maurice Lavergne, 1926.
- De sainte Blandine aux pages du roi d’Ouganda, ill. de Maurice Lavergne, 1926.
- Maurice Turpeau, Du Guesclin, ill. de Pierre Noury, ill. de Maurice Lavergne, 1927.
- Abbé Ozanam, Saint François d'Assise et les Fioretti, 1927.
- Pierre Delsuc, La Rude Nuit de Kervizel, ill. de Paul Coze, 1928.
- Jean Drault, Mon raid au paradis rouge, ill. de J.-J. Rousseau, 1928.
- Armand Yon, Au diable vert. Roman canadien, ill. de Albert Édouard Puyplat, 1928.
- M.-Th. Cudlipp, Le Soldat de Fernand Cortez, ill. de Henri Marret, 1929.
- Charles Clerc, La vie tragi-comique de Georges de Scudéry, préface de G. Lenotre, 1929 – prix d'Académie[3].
- Maurice Turpeau, Les merveilleux voyages de Marco Polo dans l'Asie du XIIIe siècle, 1929.
- M. d'Armagnac, Le Sauvetage de Jean Pasquerel, 1930.
- « Red Cloud ». Récit de la Grande Prairie, préf. de Baden Powell, ill. de Henri Marret, 1930.
- Commandant de Civrieux[4], L'Épopée algérienne. Les Francœur (1830-1930), ill. d'Eugène Delécluse, 1930.
- Marguerite Bourcet, Toujours prêtes ! Roman guide, ill. Maurice Lavergne, 1930.
- René Cardaliaguet, Yann Seitek, président de la République, 1932.
- Sept comédies du Moyen-Age, ill. de J.-J. Rousseau, 1933.
- J. Alzin et J.-R. Defossé, Les scouts sous terre, 1934.
- Alphabet des Saints, ill. de Maurice Lavergne, s.d.